# Le Hibou I
Ne doit pas être confondu avec Le Hibou II.
Pour les articles homonymes, voir Hibou (homonymie).
Hollis Mason dit Le Hibou (Nite Owl en VO), est un personnage de fiction de la série Watchmen. Il a été créé par Alan Moore et Dave Gibbons et est apparu pour la première fois dans Watchmen #1 (1986). Il s'agit du premier super-héros à porter ce nom, le second étant Daniel Dreiberg qui prit sa succession.

## Biographie
Hollis Mason a fait partie des Minutemen, un groupe de justiciers masqués opérant aux États-Unis dans les années 1940. Il était un policier qui, en entendant parler des exploits du Juge Masqué, décida de combattre lui aussi le crime en tant que super-héros. Bien que courageux, il a toujours été un piètre détective. De fait, il n'a jamais réussi sa carrière de policier et il n'a découvert que très tard les véritables raisons de l'assassinat d'Ursula. Il prit sa retraite en 1962, révélant son identité et écrivant un livre autobiographique intitulé Sous le Masque. Depuis, il tient un garage et répare les anciens modèles d'automobiles. Il est aussi l'ami de Dan Dreiberg, qui prit sa succession en tant que Hibou, et qui vient lui rendre visite chaque semaine.
Dans la bande dessinée, il est sauvagement assassiné un soir d'Halloween par un gang après que Dan Dreiberg et Laurie Juspeczyk ont libéré Rorschach de prison. Cette scène est visible dans la version Director's Cut du film de Zack Snyder.

## Adaptations
Le Hibou I (Hollis Manson) est interprété par Stephen McHattie dans le film Watchmen : Les Gardiens réalisé par Zack Snyder et sorti en 2009.

## Before Watchmen
Il est le personnage principal du récit Minutemen qui raconte les dessous du groupe de justiciers.